# Hephaestion chalybaeum
Hephaestion chalybaeum är en skalbaggsart som beskrevs av Philippi R. 1865. Hephaestion chalybaeum ingår i släktet Hephaestion och familjen långhorningar. Inga underarter finns listade i Catalogue of Life.